# Pseudipocragyes fruhstorferi
Pseudipocragyes fruhstorferi är en skalbaggsart som beskrevs av Stefan von Breuning 1968. Pseudipocragyes fruhstorferi ingår i släktet Pseudipocragyes och familjen långhorningar. Inga underarter finns listade i Catalogue of Life.